# 北丹鉄道
北丹鉄道（ほくたんてつどう）は、かつて京都府福知山市の福知山駅から北へ河守駅までの路線を運営していた鉄道会社である。

## 概要
京都府北部、福知山市の福知山駅から加佐郡大江町（現在は福知山市の一部）の河守駅（現在の京都丹後鉄道宮福線の大江駅近傍）までを由良川沿いに結ぶ鉄道を運営していた。1923年（大正12年）9月22日開業、設立当時は、北丹軽便鉄道株式会社という名称だったが開業前に改称している。
本来は福知山駅から宮津線を短絡する目的があったが、宮津線の由良川架橋点が当初の予定より河口近くに変更されたため、河守駅から先の建設は断念した。その後、日本鉄道建設公団が宮津駅から河守駅までを結ぶ路線を宮守線として建設することになり、1966年（昭和41年）に着工された。ルートは大江山をトンネルで抜け宮津 - 河守をほぼ直線的に結ぶものに変更されている。
しかし、1969年（昭和44年）に沿線の河守鉱山が閉山したことによって北丹鉄道の貨物輸送は激減し、経営が成り立たなくなり、宮守線を待つことなく1971年（昭和46年）3月2日に由良川治水事業を名目に運行休止、程なくバス事業も営業休止に追い込まれた。1974年（昭和49年）に鉄道路線が正式に廃止されるとともに会社は解散、バス事業については営業休止時点で京都交通株式会社に譲渡している。
北丹鉄道の廃止によって盲腸線と化す可能性のあった宮守線は、京阪神と丹後半島を最短距離で結ぶルートとして、1975年（昭和50年）に河守（大江） - 福知山間が建設予定線として追加され宮福線と改称、1979年（昭和54年）にこの区間についても着工された。なお、北丹鉄道が望んでいた鉄道路盤の国による買い上げは由良川治水事業により建設ルートが変更されたため実現しなかった。
宮守線の建設工事は1980年（昭和55年）の国鉄再建法施行により中断するものの、第三セクターに引き継がれることとなり、1988年（昭和63年）に宮福鉄道（翌1989年に北近畿タンゴ鉄道に社名変更）宮福線として開業、2015年からWILLER TRAINSの運営となり京都丹後鉄道宮福線となっている。
休止後、車両3両（DB5L2、ハ12、DLC1）が福知山西駅に長い間放置されていたが、1983年（昭和58年）頃に撤去され現存しない。廃止前の切符や写真などが福知山鉄道館ポッポランドに展示されている。

## 歴史
- 1892年（明治25年）8月 黒田宇兵衛宮津町長発起による「宮津商工鉄道期成同盟会」が組織され、宮津と福知山を結ぶ鉄道建設の運動が起こる。
- 1893年（明治26年）5月 宮津 - 福知山間の踏査、測量着手。
- 1894年（明治27年）2月 「鉄道期成同盟会」組織
- 1895年（明治28年）8月 鉄道敷設請願書を鉄道庁長官に進達
- 1902年（明治35年）1月 与謝郡会、鉄道敷設に関する請願書を逓信大臣に提出
- 1907年（明治40年）2月 宮津実業協会主唱で宮津電気鉄道株式会社創立準備着手。大阪市電気局技師の設計により宮津 - 福知山間電気鉄道建設費170万円の予算で発起請願書提出（財界の恐慌に遭遇し、5月目的中止）
- 1908年（明治41年）
  - 1月 宮津町在住の医師中川雄斎ほか660名の連署で宮津 - 福知山間鉄道急設請願書を貴族院・衆議院・内閣に提出
  - 3月 宮津 - 福知山間鉄道急設請願書、衆議院で可決するも実現せず
- 1909年（明治42年）5月20日 中川雄斎、「宮津貿易港並ニ宮津福知山間鉄道速成之請願」を内閣・京都府知事・関係機関に提出
- 1918年（大正7年）9月4日 北丹軽便鉄道（福知山 - 由良間32km）敷設認可申請。発起人は福知山・大江の有志で、山本辰六郎ほか19名
- 1919年（大正8年）5月24日 北丹軽便鉄道（旅客及貨物輸送営業）敷設免許を内閣総理大臣原敬より受ける[2]
- 1920年（大正9年）
  - 2月1日 大阪市北区堂島の大阪商業会議所において「北丹軽便鉄道株式会社」[3] 創立総会。資本金150万円、株式数3万株、初代社長山本辰六郎[4]。本社所在地は天田郡福知山町字内記47番地（内記2丁目）
  - 4月1日 測量開始
  - 9月8日 舞鶴要塞司令部へ河守 - 由良間測量立入許可申請。舞鶴要地許第249号で許可
  - 11月16日 国鉄線由良川架橋場所未定のため、河守 - 由良間（第II期線）の工事施行認可申請期限伸長の申請（北丹発第504号）。主任技術者に福留並喜を選任。神保旦太辞任。
  - 11月19日 鉄道大臣へ福知山 - 河守間（第I期線12.4 km）工事施行認可申請書提出（北丹発第506号）
  - 11月30日 舞鶴鎮守府へ河守 - 由良間測量立入許可申請。許可証第424号で許可
- 1921年（大正10年）
  - 4月28日 福留並喜主任技術者辞任につき、近藤俊吉を任命。
  - 5月19日 監第776号で第I期線工事施行認可
  - 7月10日 工事着工
  - 11月9日 国鉄福知山駅と北丹軽便鉄道との連絡に関し神戸鉄道局と契約
  - 12月25日 呉服町明覚寺において臨時株主総会。「北丹鉄道株式会社」に社名変更。社長、吉田三右衛門。本社所在地は福知山市裏ノ72番地
- 1922年（大正11年）3月5日 国鉄福知山駅と北丹軽便鉄道の連絡工事施工
  - 8月5日 宮津鉄道敷設計画のため、舞鶴要塞地帯内地図謄写を出願（北丹発559, 560号）
  - 11月18日 第II期線工事施行認可申請期限伸長申請（北丹発第574号）
- 1923年（大正12年）
  - 3月6日 宮津の有力者を中心とした発起人（大嶋実太郎ほか34名）が宮津鉄道（河守 - 宮津）敷設認可申請
  - 7月30日 宮津鉄道認可後は北丹鉄道が許可を受けた第II期線を廃止する旨、鉄道大臣に出願（北丹発第138号）
  - 9月1日 関東大震災で汽車製造会社東京工場で製作中の客貨車が焼失
  - 9月10日 第I期工事竣工。運輸開始認可申請（発題483号）。客貨車焼失にともない、神戸鉄道局からの借入車輌使用許可申請（北丹発第487号）
  - 9月22日 福知山 - 河守間(12.4 km)が運輸営業開始[5]（監第3008号 鉄道大臣山之内一次許可）
  - 11月20日 地方鉄道補助金申請
  - 12月26日 臨時株主総会。本社所在地は福知山町字天田51番地
- 1924年（大正13年）
  - 1月22日 砂利採取販売兼業認可申請（北丹庶第525号）
  - 1月24日 開業時に北丹鉄道との合併を条件に宮津鉄道に敷設免許（監第13号 鉄道大臣小松謙次郎）がおりる[6]。会社の設立に至らず
  - 6月5日 土地立入測量許可（京都府指令三土第4665号）
  - 6月8日 測量開始
  - 8月15日 宮津鉄道工事施行認可申請期限延期許可（大正14年7月23日まで）（監第1799号 鉄道大臣仙石貢）
- 1925年（大正14年）
  - 6月 「宮津鉄道に就いて - 福知山町民諸君に檄す - 」（宮津鉄道株式会社発起人）文書配布。しかし、この年、宮津鉄道株式会社創立総会を断念。以後敷設工事施行認可申請期限の伸長申請を続ける
- 1929年（昭和4年）8月 大阪宮津急行電気鉄道敷設許可の請願書配布
- 1930年（昭和5年）宮津鉄道株式会社発起人、権利を大阪宮津急行電気鉄道に譲渡する覚書をかわす
- 1933年（昭和8年）11月23日 福知山 - 河守間乗合自動車営業開始[7]
- 1936年（昭和11年）4月28日 宮津鉄道 鉄道免許失効（加佐郡河守町-宮津町間 指定ノ期限マテニ工事施工認可申請ヲ為ササルタメ）[8]
- 1942年（昭和17年）7月 下天津付近にて砂利採取業務開始
- 1948年（昭和23年）
  - 2月20日 下川駅（漆端）設置
  - 5月4日 宮津市・福知山市と沿線町村、商工会議所・観光協会のほか、北丹鉄道・丹後海陸交通も参入して宮津鉄道建設促進規制同盟会を結成する
  - 5月10日 河守 - 宮津間鉄道敷設請願書提出
- 1951年（昭和26年）
  - 9月28日 河守 - 南有路間乗合自動車営業開始
  - 10月13日 「福知山宮津間国有鉄道建設趣意書」作成
- 1952年（昭和27年）
  - 5月30日 南有路 - 二箇間乗合自動車営業開始
  - 7月2日 宮津 - 河守間（宮津鉄道）建設予定線追加候補線に指定（第6回鉄道建審答申）
  - 7月27日 1号機関車廃止
- 1953年（昭和28年）
  - 2月18日 宮守線が鉄道敷設法別表予定線に加えられる
  - 9月25日 台風13号（全国で死者393名、不明85名）による水害のため、福知山 - 下天津間17日間運転休止。以後折り返し運転。下天津 - 河守間は、昭和29年4月10日まで運輸営業休止許可が下りる（のち9月30日までに延期）
  - 11月28日 二箇下 - 宇谷間乗合自動車営業開始
- 1954年（昭和29年）7月28日 台風13号被害復旧。全線開通。
- 1955年（昭和30年）4月1日 下天津 - 大呂間乗合自動車営業開始
- 1956年（昭和31年）6月5日 10トンディーゼル機関車使用開始
- 1957年（昭和32年）4月 宮福線、調査線編入決定（第20回鉄道建審建議）
- 1959年（昭和34年）
  - 宮津鉄道建設促進期成同盟会、宮守線建設促進期成同盟会と改称
  - 11月 宮福線、条件付建設線編入決定（第25回鉄道建審建議）
- 1961年（昭和36年）9月 第二室戸台風（1961年9月15日-17日、全国で死者194人、不明8人）により牧川橋梁第3橋脚傾斜。47日間運休
- 1962年（昭和37年）3月 河守 - 宮津間を宮守線鉄道として着工することに決定（第35回鉄道建審建議）
- 1964年（昭和39年）4月 宮守線基本計画（工事）指示
- 1965年（昭和40年）8月 気動車キハ101（昭和8, 川崎車輌製）購入
- 1966年（昭和41年）3月27日 河守 - 宮津間、工事実施計画認可。国鉄新線宮守線起工式。国鉄宮守線（宮津 - 河守間17.6 km）工事着手
- 1967年（昭和42年）5月24日 気動車キハ102（昭和9, 新潟鐵工所製）購入
- 1969年（昭和44年）3月 河守鉱山が閉山。貨物輸送が減少する。
- 1970年（昭和45年）9月28日 臨時株主総会において会社解散の決議がなされる。
- 1971年（昭和46年）
  - 2月10日 地方鉄道事業運輸営業、一般乗合、貸切旅客自動車運送事業休止許可申請提出（北丹鉄発第40号、 北丹自発第11, 12号）
  - 2月20日 運輸営業休止申請許可（鉄監第104号 運輸大臣）（京都府指令6陸大94, 95号 京都府知事）
  - 3月2日 福知山 - 河守間休止
  - 12月18日 鉄道敷地を福知山市開発公社が買収。売買契約書調印
- 1974年（昭和49年）
  - 2月14日 地方鉄道事業運輸営業廃止許可申請（北丹鉄発第14号）
  - 2月28日 運輸大臣より鉄監第84号をもって廃止許可
  - 4月5日 北丹鉄道株式会社解散
- 1975年（昭和50年）7月4日 河守 - 福知山間が鉄道敷設法別表予定線に編入される
- 1976年（昭和51年）
  - 8月27日 北丹鉄道株式会社清算完了
  - 9月1日 北丹鉄道株式会社解散登記。同日閉鎖
- 1988年（昭和63年）7月16日 宮福鉄道開業

## 鉄道事業
路線の多くは由良川沿いに敷設されていたが、建設資金の乏しさから河川敷を線路用地に使っており、そのため由良川に多発した水害の被害を頻繁に受けた。元々輸送量が少なかったこともあって廃止まで常に経営難が続いており、保守整備が行えないため線路状態は著しく荒廃していた。当鉄道の曲線区間はレールが円弧ではなく、マッチ棒を並べて円を描いたように角張った特異な線形だったが、これは水害でバラスト（砂利）が流失した後に泥が詰まって枕木が腐り、犬釘が緩んでレールをしっかり固定できなくなったためであった。もともとカーブを構成するレール一本一本は真っ直ぐなので犬釘が外れれば元に戻り、カーブ全体が角張った形に変形してしまうのである。それでも資金難で枕木交換ができず、犬釘の横に小釘を打つ一時しのぎの補強すら試みられ、またレールがしっかり固定されないため線路間隔がずれて列車が脱線することもあった。こうした線路状態のため最高速度はわずか25km/hに制限されていたが、客車の老朽化もひどく、古い車両ではこの低速ですら振動で室内全体が歪むという状態であった。
極端な低速運行のため、福知山－河守間12.4kmに45-52分を要した（かつて33分程度で結んでいた時期もあった）。乗客減も進み、荒廃してとうに末期症状を呈していた北丹鉄道がそれでも運行を続けたのは、将来の宮守線との接続および国による買い上げを目論んでのことであった。なお2009年（平成21年）現在の宮福線福知山 - 大江間の所要時間は特急電車で最短12分、各駅停車（途中5駅停車）の気動車で20分程度である。

### 路線

#### 路線データ
- 路線距離（営業キロ）：12.4 km
- 軌間：1067mm
- 駅数：8駅（起終点駅含む）
- 複線区間：なし（全線単線）
- 電化区間：なし（全線非電化）

#### 運行形態
開業時
全列車各駅停車。6往復。貨物不明。
1968年（昭和43年）当時
全列車各駅停車で全線を6往復している。運行は2両の気動車が3か月交代でこなし、朝の上り1本と夕方の下り1本はラッシュとなるため客車を1両牽引していた。貨物列車はDB5L2が私有貨車を牽引、小貨物の輸送は気動車がワ1を牽引して行っていた。福知山駅の管理を福知山西駅の駅員が行っていたこともあり、昼間の間隔の空く時間帯は福知山駅に到着した旅客列車は乗務員、駅員と共に福知山西駅まで回送されて留置されていた。鉄道の合間に同社の路線バスがほぼ並行する路線を5往復運行していた。
休止時
全列車各駅停車。6往復。貨物列車なし。小貨物については不明。

#### 駅一覧
- 全駅京都府に所在。接続路線の事業者名・所在地の自治体名は廃止時点のもの。
- 休止時にはすべて1面1線であった。

| 駅名       | 読み           | 駅間キロ | 営業キロ | 接続路線                         | 備考                   | 所在地        |
| ---------- | -------------- | -------- | -------- | -------------------------------- | ---------------------- | ------------- |
| 福知山駅   | ふくちやま     | -        | 0.0      | 日本国有鉄道：山陰本線・福知山線 | 国鉄との連絡線があった | 福知山市      |
| 福知山西駅 | ふくちやまにし | 1.1      | 1.1      |                                  | 車庫があった           | 福知山市      |
| 下川駅     | しもかわ       | 3.4      | 4.5      |                                  |                        | 福知山市      |
| 上天津駅   | かみあまづ     | 1.0      | 5.5      |                                  |                        | 福知山市      |
| 下天津駅   | しもあまづ     | 2.0      | 7.5      |                                  |                        | 福知山市      |
| 公庄駅     | ぐじょう       | 2.3      | 9.8      |                                  |                        | 加佐郡 大江町 |
| 蓼原駅     | たではら       | 1.7      | 11.5     |                                  |                        | 加佐郡 大江町 |
| 河守駅     | こうもり       | 0.9      | 12.4     |                                  | 留置線・貨物線があった | 加佐郡 大江町 |

### 車両

#### 1968年（昭和43年）当時

##### ディーゼル機関車
DLC形 (DLC1)
1952年（昭和27年）C形タンク式蒸気機関車1号機の下回りを利用して森製作所で改造。C凸形。エンジンは三菱DB5L（120ps・1800rpm）。ロッド回りの老朽化が激しく、エンジンをDB5L2に譲り休車中。
DB5L形 (DB5L2)
1956年（昭和31年）日本輸送機製造。B凸形。国鉄の入換機の設計を一部変更したものと言われている。このため本線で使用するには無理があり、オーバーヒートなどのトラブルが多発した。このためエンジンの磨耗が激しくなり、DLC1のものに置き換えられた。

##### 気動車
キハ04形（キハ101-102）（共に2代目）
元国鉄キハ04形。101は1965年（昭和40年）11月7日、102は1968年（昭和43年）6月18日付で購入。エンジンはDMF13B (120PS, 1500rpm)。定員は101が89（座席62）名、102が90 (62) 名。

##### 客車
ハニ10形（ハニ11）
1959年（昭和34年）に南海電気鉄道のモハユ751形モハユ751（元大阪高野鉄道モハ101形モハ125）を客車に改造の上購入。定員は74（座席38）名。大きくカーブした妻面に5枚窓の「タマゴ形」車体、3枚扉、レイルロードルーフにブリル27MCB2型台車で大正期の関西私鉄電車の姿を伝えていた。ただし老朽化により雨漏り対策として、1961年頃にベンチレーターの撤去と屋根全体をキャンバスで覆う改造を受けている。廃車までこのような奇妙な姿であった。
ハ12形（ハ12）
1960年（昭和35年）廃止となった一畑電気鉄道広瀬線の電車（付随車）サハ4を購入したもの。台枠に直接軸受が取り付けられたガージ式と呼ばれる車両。ハニ11同様にレイルロードルーフの屋根全体をキャンバスで覆う改造を受けている。この当時は休車状態であった。

##### 貨車
ワ1形 (1-3?)
10t積木造有蓋車。休車状態。
ワブ1形 (1-2)
10t積木造有蓋緩急車。休車状態。
ワ1形（ワ1）（2代目）
1960年（昭和35年）近畿日本鉄道より購入。10t積有蓋車。

#### 1968年（昭和43年）までに廃車等
北丹鉄道本社の水害による資料廃棄で不確かな部分がある。

##### 蒸気機関車
1060形 (1060)
1923年（大正12年）6月に鉄道省より払下げ。C形タンク式。主に建設工事に使用され、開業後はほとんど使用されていない。1926年（大正15年）12月に近江鉄道に売却。
1・2号
1923年（大正12年）9月の開業に際して汽車会社で製造。C形タンク式。開業以来主力となっていたが3号機購入と共に1号は一旦休車。後に復活している。1号は1952年（昭和27年）DLC1に改造。2号機は1956年（昭和31年）に廃車、DLC1のロッド回りの問題がわかっていたため下回り転用は行われていない。福知山西駅跡の西駅公園に置かれている2号機は実物大レプリカである。
3号
1944年（昭和19年）3月に成田鉄道より購入。C形タンク式。海軍用バラスト積出しのために大型の機関車が必要とされた。戦後輸送量が減ると軌道破壊や燃費の問題であまり使われなくなり1950年（昭和25年）に別府鉄道へ売却。

##### 気動車
キハ100形（キハ101（初代）→ハ101）
1940年（昭和15年）に常総鉄道より購入。2軸ガソリン動車でエンジンは米国ブダエンジン製BA-6（49PS・1000rpm）。定員は60（座席32）名。戦時中の代用燃料（薪ガス）使用によりエンジンの劣化が激しくなり客車代用として使用。1949年（昭和24年）にエンジンを外されて正式に客車化され、1952年（昭和27年）ごろにハ101に改称。1959年（昭和34年）9月29日付で廃車。
キハ100形（キハ102（初代）→ハ102）
1940年（昭和15年）に五日市鉄道より購入。2軸ガソリン動車でエンジンはウォーケンシャ6-KV（66PS）。定員は40名（座席数不明）。1944年（昭和19年）頃に代用燃料装置が付けられたが使用に堪えず客車代用として使用。1946年（昭和21年）ごろにエンジンを外され正式に客車化される。1952年（昭和27年）ごろにハ102に改称、1957年（昭和32年）8月に廃車。

##### 客車
ロハ1形（ロハ1・2→ハニフ1・2）
1923年（大正12年）9月の開業に際して汽車会社で製造。ただし関東大震災の影響で納入は12月となり、この間鉄道省から借入を行っている。2軸木造合造車で、側面形状はオープンデッキ間に3連窓が3つ並んでいる。定員は2等が10名、3等が32名。2等はほとんど利用者がないために1928年（昭和3年）4月25日付で荷物室に改造。荷物室にバッテリーを置いて車内照明を電灯化している。ハニフ1は1957年（昭和32年）8月、ハニフ2は1959年（昭和34年）8月に廃車。
ハフ50形（ハフ50・51）
1923年（大正12年）12月汽車会社で製造。2軸木造緩急車。ロハ1形と同一仕様で定員は3等が44名。ハフ51は戦時中に鉄道省工場で戦災に合い、ほぼ同じ大きさの客車が代用車として戻っており、ロングシートで定員は56名となっている。両車共に1957年（昭和32年）9月までに廃車。
ハ20形（ハ20）
1923年（大正12年）12月汽車会社で製造。2軸木造車。ロハ1形と同一仕様で定員は3等が48名。1957年（昭和32年）8月廃車。

##### 貨車
ト200形 (200-202) →ト1形 (1-3)
10t積木造無蓋車。1・2は1942年（昭和17年）までに廃車。3の廃車時期は不明。
ト300形 (300-301) →ト1形 (4・5)
10t積木造無蓋車。300時代は手ブレーキ付。1942年（昭和17年）までに廃車。
ト140形（140・141・（フト）145）
6t積木造無蓋車。145は手ブレーキ付。1942年（昭和17年）までに廃車。
ト160形（160・165）
7t積木造無蓋車。後に10t積に改造。1942年（昭和17年）までに廃車。

#### 車両数の変遷
| 年度               | 機関車 | 機関車     | 動車     | 動車       | 客車       | 客車 | 客車          | 合計 | 備考                               |
| 年度               | 蒸気   | ディーゼル | ガソリン | ディーゼル | 2・3等合造 | 3等  | 3等手荷物合造 | 合計 | 備考                               |
| ------------------ | ------ | ---------- | -------- | ---------- | ---------- | ---- | ------------- | ---- | ---------------------------------- |
| 1923年（大正12年） | 3      |            |          |            | 2          | 3    |               | 8    |                                    |
| 1926年（大正15年） | 2      |            |          |            | 2          | 3    |               | 7    | 蒸気機関車1両を近江鉄道に譲渡      |
| 1928年（昭和3年）  | 2      |            |          |            |            | 3    | 2             | 7    | 2等廃止3等手荷物合造車に改造       |
| 1940年（昭和15年） | 2      |            | 2        |            |            | 3    | 2             | 9    | 中古のガソリンカー2両を購入        |
| 1944年（昭和19年） | 3      |            | 2        |            |            | 3    | 2             | 10   | 成田鉄道より蒸気機関車を購入       |
| 1946年（昭和21年） | 3      |            | 1        |            |            | 4    | 2             | 10   | ガソリンカーを客車化               |
| 1949年（昭和24年） | 3      |            |          |            |            | 5    | 2             | 10   | ガソリンカーを客車化               |
| 1950年（昭和25年） | 2      |            |          |            |            | 5    | 2             | 9    | 蒸気機関車を別府鉄道に譲渡         |
| 1952年（昭和27年） | 1      | 1          |          |            |            | 5    | 2             | 9    | 蒸気機関車をディーゼル機関車に改造 |
| 1956年（昭和31年） |        | 2          |          |            |            | 5    | 2             | 9    | ディーゼル機関車新製               |
| 1957年（昭和32年） |        | 2          |          |            |            | 2    | 1             | 5    | 客車5両廃車、1両購入               |
| 1959年（昭和34年） |        | 2          |          |            |            | 1    | 1             | 4    | 客車2両廃車、1両購入               |
| 1960年（昭和35年） |        | 2          |          |            |            | 2    | 1             | 5    | 客車1両購入                        |
| 1965年（昭和40年） |        | 2          |          | 1          |            | 2    | 1             | 6    | 国鉄よりディーゼルカーを購入       |
| 1967年（昭和42年） |        | 2          |          | 2          |            | 1    | 1             | 6    | 国鉄よりディーゼルカーを購入       |
| 1971年（昭和46年） |        | 1          |          | 2          |            | 1    | 1             | 5    | 廃止時                             |

貨車は省略。『RM LIBRARY 14 北丹鉄道』24頁より

## バス事業
北丹鉄道における路線バス事業では、本社と同じく天田51番地に福知山営業所をおいた。
1949年には丹後海陸交通が加悦 - 下天津線を福知山駅前までの一方乗入を認める運輸協定を締結したが、丹後海陸鉄道の運行便では下天津 - 上天津 - 下荒河 - 和久市 - 広小路 - 福知山駅前間の相互乗降は認められなかった。
鉄道線の河守 - 宮津間の鉄道敷設が実現困難であったから、福知山市・河西村・河守上村・河守町・宮津町・上宮津村の首長などからの請願を受けて、1950年10月には、暫定措置として路線バスによって河守駅前 - 河守町関 - 天田内 - 二俣 - 内宮 - 仏性寺 - 河守鉱山 - 中茶屋 - 普甲峠 - 岩戸 - 関ヶ渕 - 小香河 - 喜多 - 宮村 - 宮津駅前間を結ぶ20.2kmの路線延長による福知山 - 宮津間（4往復）のバス運行を申請したが、中茶屋 - 普甲峠 - 岩戸間の道路状況が悪く改修が長期となること、河守 - 鬼茶屋間は舞鶴交通が運行していること、北丹交通における経営が不安定であることから、免許は不適当とされた。ただし、競願となった舞鶴交通の岩戸 - 宮津駅前間は認可された。
福知山市・河西村長・河守町・有路上村・有路下村・河東村の首長の陳情を受けて、由良川の東岸にあたる広小路 - 猪崎 - 下猪崎 - 中村 - 池部 - 安井 - 筈巻 - 夏間 - 在田 - 常津 - 開藤 - 千原 - 麦安 - 南有路 - 北有路 - 上野 - 金屋 - 河守間（20.2km）を路線延長し、福知山駅 - 河守駅間（5往復）を申請した。鉄道培養路線としての必要性は認められたものの、中丹交通が南有路 - 河守間（綾部 - 河守）、舞鶴交通が北有路 - 河守（舞鶴 - 河守）を運行していたことについては競合は軽微であったものの、福知山 - 筈巻間は国鉄バスが運行していたことから、筈巻 - 南有路については競願となった国鉄バスに免許を認可し、1951年9月に北丹鉄道は南有路 - 河守間の運行のみが認可され、福知山駅 - 河守 - 南有路（25.1km）の運行となった。
また、大江町からの要請により、南有路 - 矢津 - 二箇上 - 二箇下間の路線延長が、1952年4月に認可された。福知山 - 広小路 - 和久市 - 上荒河 - 下荒河 - 上天津 - 下天津 - 公庄 - 蓼原 - 河守 - 関 - 高等学校前 - 中学校前 - 北有路 - 南有路 - 矢津 - 上二箇 - 下二箇（21.6km）としての運行された。

### バス路線

#### 1959年当時
- 福知山 - 宇谷（23.5km）
- 福知山 - 南有路（18.5km）
- 福知山 - 関（14.7km）
- 福知山 - 下二箇（21.0km）
- 下天津 - 中村（5.8km）

#### 1964年当時
- 福知山西 - 河守 - 宇谷（24.5km）
- 福知山西 - 河守 - 下二箇（22.0km）
- 福知山西 - 河守 - 関有路（19.5km）
- 福知山西 - 下天津 - 中村（15.8km）

### バス車両

#### 1952年時点
- いすず（BX19型、1950年製造）1台
- トヨタ（1946年製造）1台

## 関連文献
- 住本剛史「鉄道史料と近現代の史料論 : 北丹鉄道の事例を中心に」『交通史研究』第44巻、交通史学会、1999年、90-114頁、doi:10.20712/kotsushi.44.0_90。